# Gumbel-verdeling
De gumbel-verdeling, genoemd naar de Duitse wiskundige Emil Julius Gumbel (1891–1966), is een kansverdeling die toepassing vindt als verdeling van een extreme waarde, zoals het maximum in een steekproef.

## Definitie
De standaard gumbel-verdeling is een kansverdeling met verdelingsfunctie:
{\displaystyle F(x)=e^{-e^{-x}},~x\in \mathbb {R} }
en kansdichtheid:
{\displaystyle f(x)=e^{-x}e^{-e^{-x}},~x\in \mathbb {R} }
Door hernormering ontstaat de gumbel-verdeling met parameters {\displaystyle \mu } en {\displaystyle \beta }, waarvan de verdelingsfunctie wordt gegeven door:
{\displaystyle F(x;\mu ,\beta )=e^{-e^{(\mu -x)/\beta }},~x\in \mathbb {R} }

## Eigenschappen

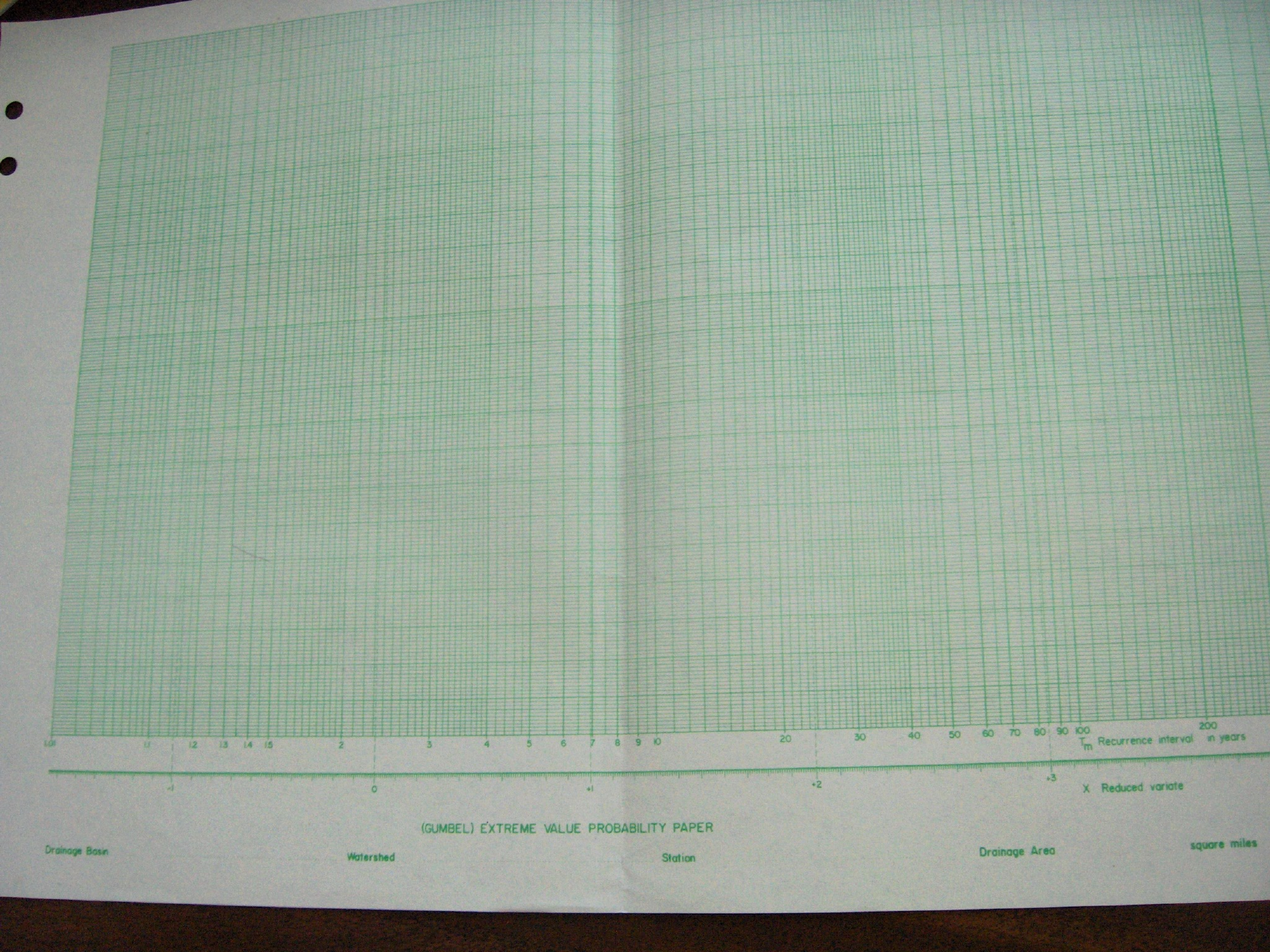
Gumbel-papier met een gumbel-verdeling.

De verwachtingswaarde is
{\displaystyle \mu +\gamma \beta },
waarin {\displaystyle \gamma } de constante van Euler is.
{\displaystyle \gamma \approx 0{,}5772}
De standaardafwijking is
{\displaystyle {\tfrac {\pi }{\sqrt {6}}}\beta }
De mediaan is
{\displaystyle \mu -\beta \log(\log(2))}
De modus is {\displaystyle \mu }.